# Los duques de Osuna y sus hijos
Los duques de Osuna y sus hijos es un cuadro pintado por Francisco de Goya en 1787-1788,   que se conserva en el Museo del Prado de Madrid (España).

## Descripción del cuadro
El lienzo recoge una escena familiar y doméstica: Pedro de Alcántara Téllez-Girón y Pacheco, IX duque de Osuna, amigo y mecenas de Goya, aparece junto a Josefa Pimentel, su mujer, condesa-duquesa de Benavente, y con los cuatro hijos que por entonces tenía el matrimonio. El pintor pone de manifiesto el trato afable e íntimo que tenía con la familia, sobre todo por la dulzura y cariño con que retrata los niños, captando la intensidad de sus miradas. 
El duque aparece en pie y algo inclinado, vistiendo traje de corte, mientras la duquesa posa sentada y ataviada a la moda francesa. Completan el grupo los cuatro niños, en diversas posturas, y dos perritos, en una composición triangular influida por Mengs. La hija mayor, Josefa Manuela, de unos cinco años de edad, está de pie a la derecha de su padre y asiendo su mano; la siguiente, Joaquina, de tres años, se apoya en el regazo de su madre. Ambas sostienen pequeños abanicos. En el futuro serán conocidas por los títulos de marquesa de Camarasa y marquesa de Santa Cruz, y esta será de nuevo retratada por Goya como Erato, musa de la poesía. A la izquierda aparece el heredero de la casa, Francisco de Borja, que juega con el bastón de mando de su padre, como si fuera un caballo. A este también le volverá a retratar Goya cuando sea X duque de Osuna. Y sentado sobre un cojín, Pedro de Alcántara, de solo un año, tira mediante un cordón de una calesa de juguete. Este se titulará príncipe de Anglona, combatirá como general en la guerra de Independencia, dirigirá el Museo del Prado y la Academia de San Fernando, y será capitán general de Cuba. En el cuadro no aparece la hija menor del matrimonio: Manuela Isidra, que  nacerá en 1794 y será años después retratada por Goya como duquesa de Abrantes.